# Svinka
Die Svinka ist ein 51 Kilometer langer Fluss im Osten der Slowakei, fast vollständig im Okres Prešov gelegen. Sie fließt durch die historische Landschaft Šariš westlich und südlich von Prešov. Früher war der Name Svinka nur für den unteren Abschnitt ab dem Zusammenfluss von Veľká Svinka und Malá Svinka in Kojatice gebräuchlich, nach einigen Quellen ist Veľká Svinka mit dem Lauf der Svinka oberhalb von Kojatice gleichgestellt.
Der Fluss entspringt im Braniskogebirge unterhalb des Bergmassivs von Smrekovica (höchster Punkt 1200 m n.m.), auf einer Höhe von ca. 1000 m n.m., nordöstlich von Poľanovce. Zuerst fließt die Svinka (in diesem Abschnitt auch Veľká Svinka genannt) gegen Süden, am Braniskopass wendet sie ihren generellen Lauf nach Osten und durchfließt das Bergland Šarišská vrchovina durch die Gemeinden Široké, Fričovce, Hendrichovce, Bertotovce, Chmiňany, Chminianska Nová Ves und Kojatice, wo sie den linksseitigen Zufluss Malá Svinka aufnimmt. In diesem Abschnitt wird die Svinka durch die Straße 1. Ordnung 18 sowie die in diesem Bereich fertiggestellte Autobahn D1 begleitet.
Die Malá Svinka hat ihre Quelle im Gebirge Bachureň westlich von Renčišov auf einer Höhe von ca. 910 m n.m. und fließt zuerst Richtung Osten. Hinter Uzovské Pekľany wendet sich der Fluss Richtung Südosten und trifft auf das Bergland Šarišská vrchovina. Hier beginnt der Fluss zu mäandrieren und fließt durch Jarovnice, Lažany und Svinia bis zum Zusammenfluss mit der (Veľká) Svinka bei Kojatice.

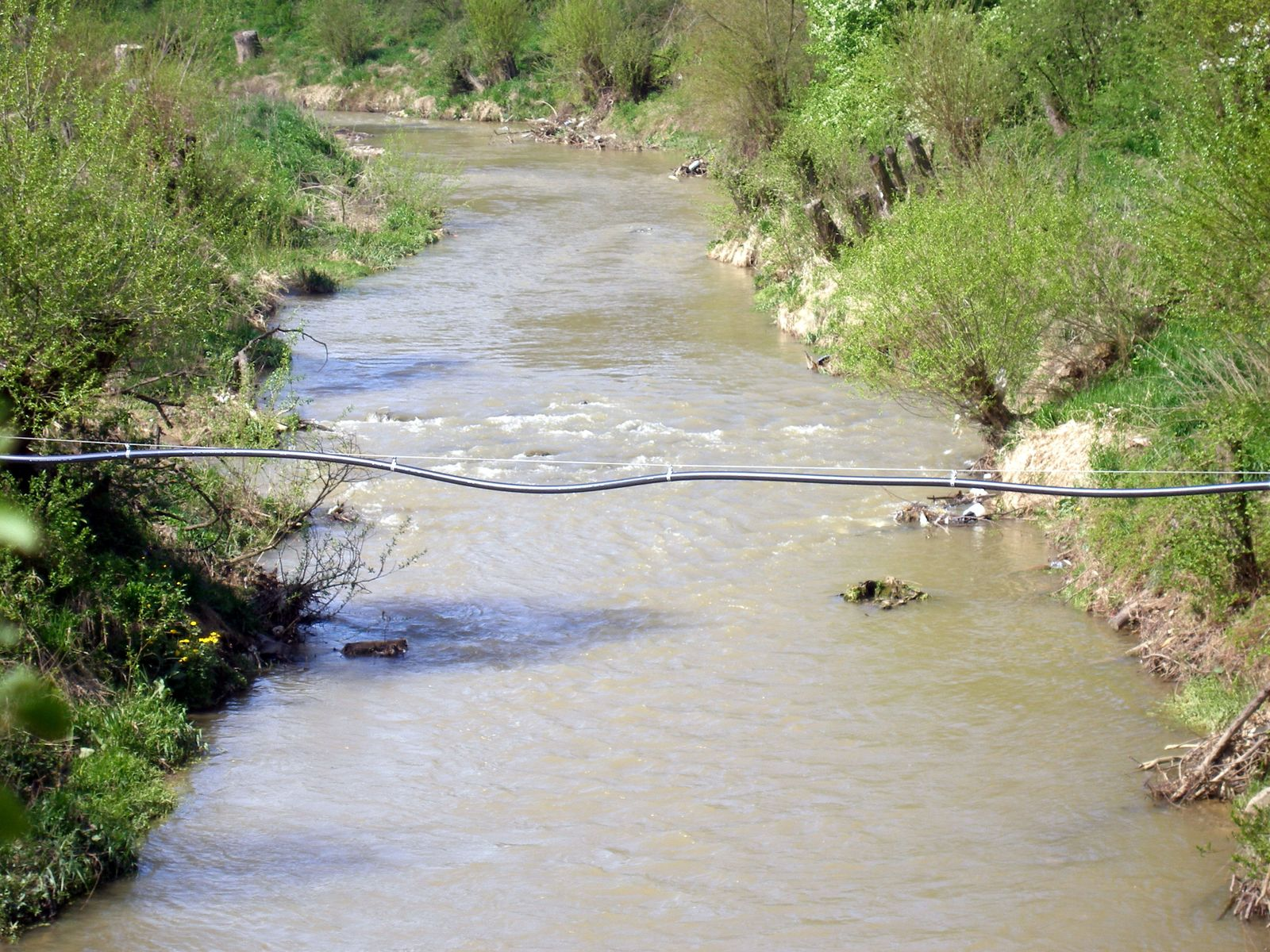
Die Svinka bei Janov

Nach dem Zusammenfluss mit der Malá Svinka wendet sich der Fluss Richtung Süden nach Rokycany, danach kurz Richtung Südosten durch Bzenov, Janov und Radatice, bevor er durch den Gebirgsstock Čierna hora wieder gegen Süden fließt. Der Strom mündet zwischen Kysak und Obišovce im Okres Košice-okolie in den Hornád, knapp unterhalb der Brücke der Bahnstrecke Kysak–Muszyna.